# ルーベン・テハダ
ルーベン・ダリオ・テハダ（Rubén Darío Tejada、1989年10月27日 - ）は、パナマのベラグアス県サンティアゴ・デ・ベラグアス出身の元プロ野球選手（内野手）。右投右打。

## 経歴

### プロ入りとメッツ時代

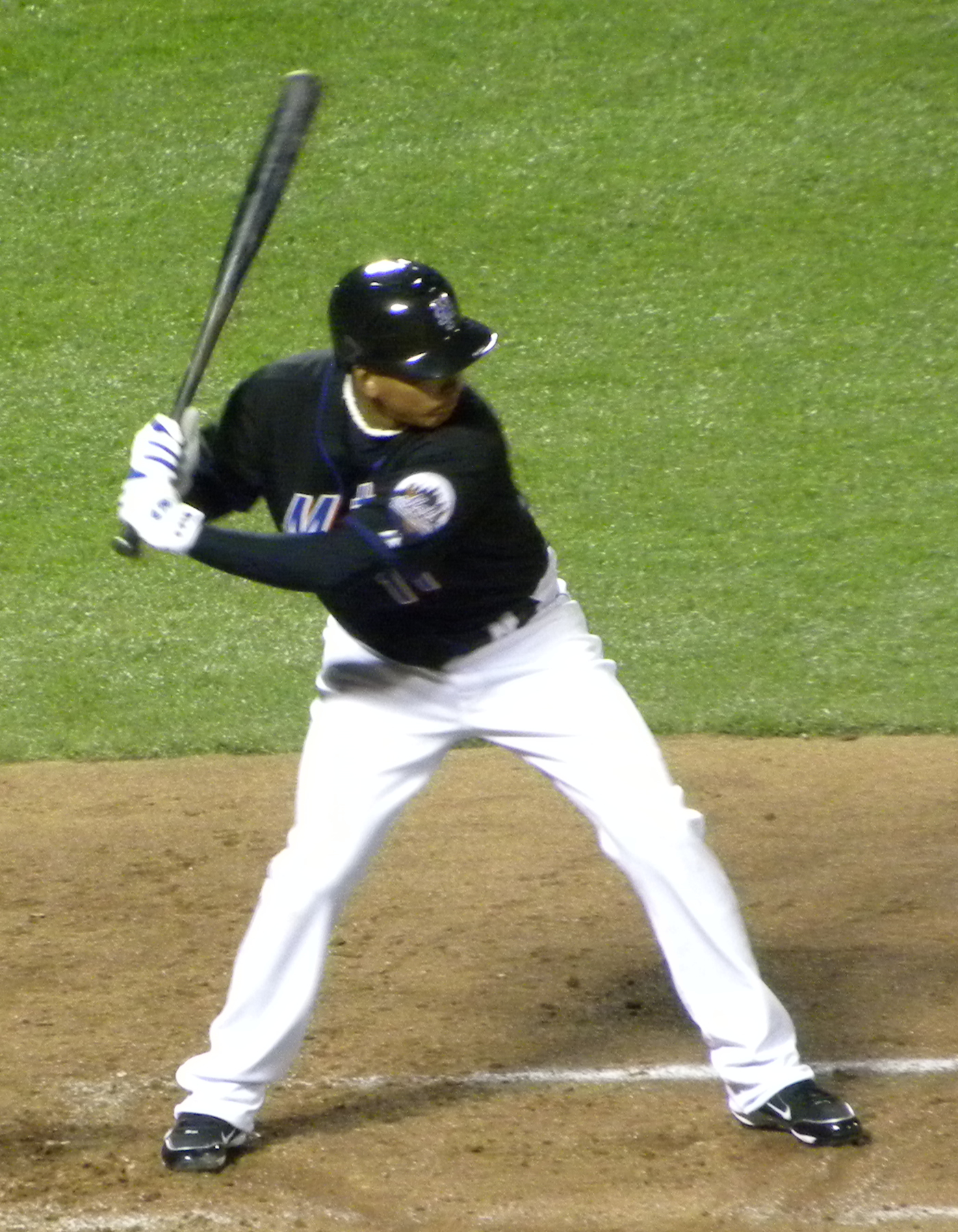
2010年4月9日

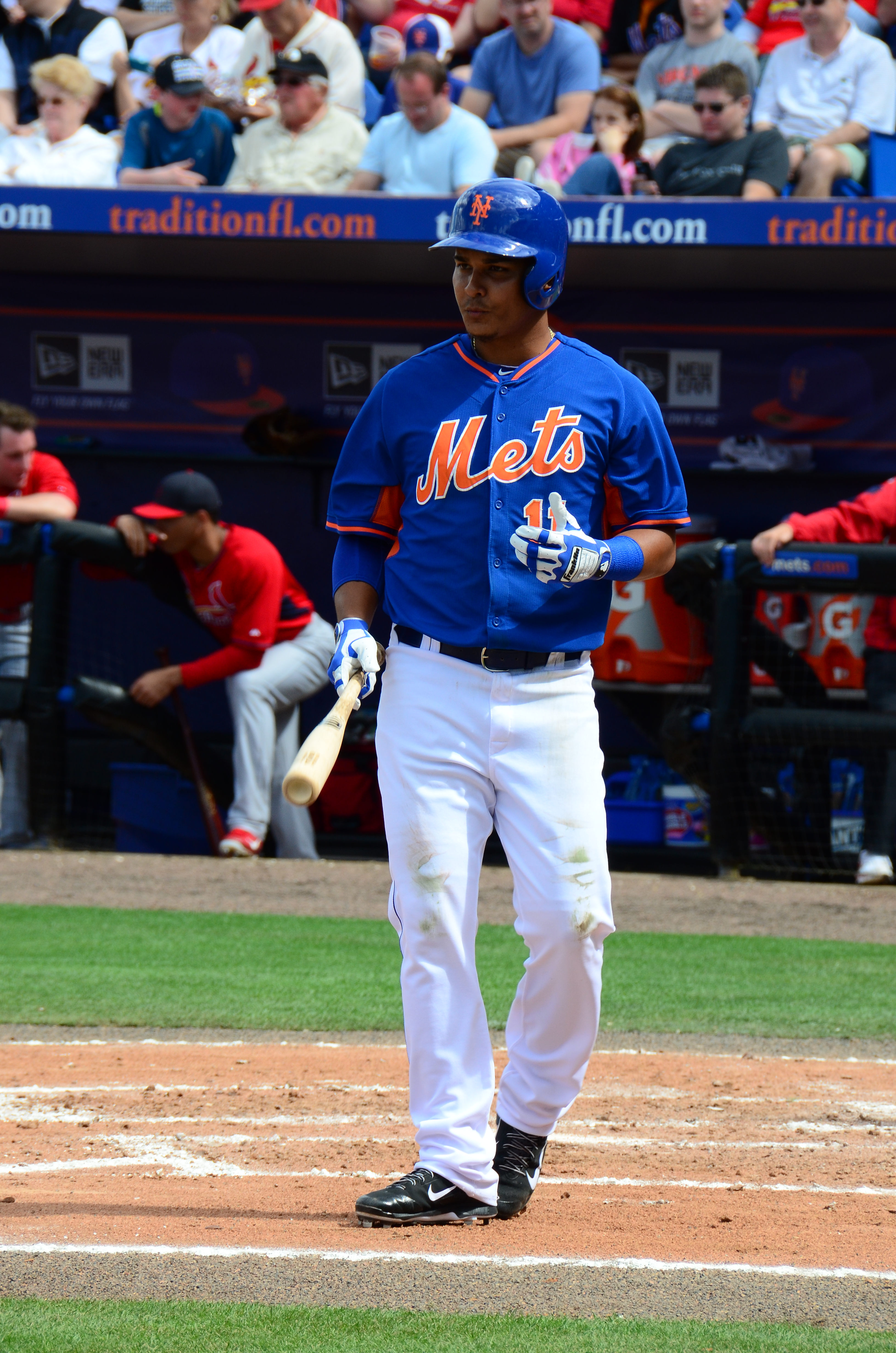
2014年3月7日

2006年にニューヨーク・メッツとアマチュア・フリーエージェントとして契約。以降マイナーリーグで経験を積んだ。
2009年開幕前の3月に第2回WBCのパナマ代表に選出された。
2010年にメジャーのスプリングトレーニングに招待された。4月7日のフロリダ・マーリンズ戦でメジャーデビューを果たした。
2012年、ホセ・レイエスのマイアミ・マーリンズへの移籍に伴い、開幕レギュラーとなった。オフの11月には、母国パナマで行われた第3回WBC予選のパナマ代表に選出され、2大会連続2度目の選出を果たした。
2013年は5月に大腿四頭筋を痛めて故障者リスト入りし、回復後も野球に対する取り組む姿勢の影響もあり、すぐにメジャー昇格しなかった。57試合の出場に留まり、打率.202、10打点、2盗塁に終わった。
2014年はレギュラーとして起用されて119試合に出場したが、打率.237、5本塁打、34打点、1盗塁（2盗塁死）に終わった。
2015年は116試合の出場で自己2位の94安打を放って打率.261を記録した。チームにとって9年ぶりとなったポストシーズンでは、ロサンゼルス・ドジャースとのディビジョンシリーズでポストシーズン初出場を果たしたが、第2戦の7回裏の守備の併殺プレーのときに1塁走者のチェイス・アトリーの激しいスライディングを受けて負傷退場し、右足の腓骨骨折と診断された。
2016年3月16日に自由契約となった。

### カージナルス時代
2016年3月20日にセントルイス・カージナルスと1年150万ドルで契約を結んだ。控え内野手として起用され、5月20日のアリゾナ・ダイヤモンドバックス戦では投手として登板した。23試合に出場し、34打数6安打、打率.176の成績で、5月28日にDFA、6月1日に自由契約となった。

### ジャイアンツ時代
2016年6月13日にサンフランシスコ・ジャイアンツとマイナー契約を結んだ。6月29日にメジャー契約を結んでアクティブ・ロースター入りした。7月20日にDFA、27日に40人枠を外れる形で傘下のAAA級サクラメント・リバーキャッツへ配属された。10月3日にFAとなった。

### ヤンキース傘下時代
2016年12月12日にニューヨーク・ヤンキースとマイナー契約を結んだ。
2017年は開幕から傘下のAAA級スクラントン・ウィルクスバリ・レイルライダースでプレーした。

### オリオールズ時代
2017年6月4日に金銭トレードで、ボルチモア・オリオールズへ移籍し、6日にメジャー契約を結んでアクティブ・ロースター入りした。8月18日にライアン・フラハーティの故障者リストからの復帰に伴い、40人枠から外れる形で傘下のAAA級ノーフォーク・タイズへ配属された。この年メジャーでは41試合に出場して打率.230、5打点の成績を残した。レギュラーシーズン終了後の10月3日にFAとなったが、11月28日にオリオールズとマイナー契約を結んで再契約した。
2018年はAAA級ノーフォークでプレーし、101試合に出場して打率.230、2本塁打、34打点、5盗塁を記録した。オフの11月2日にFAとなった。

### メッツ復帰
2019年3月23日にプロ入り時の古巣であるメッツとマイナー契約を結んだ。5月から実戦出場し、傘下のAA級ビンガムトン・ランブルポニーズとAAA級シラキュース・メッツでプレーした。8月14日にメジャー契約を結んでアクティブ・ロースター入りした。8月22日にDFAとなり、27日に自由契約となった。9月1日に再びマイナー契約を結び、AAA級シラキュースへ配属された。オフの11月4日にFAとなった。

### ブルージェイズ傘下時代
2020年1月20日にトロント・ブルージェイズとマイナー契約を結び、スプリングトレーニングに招待選手として参加することになった。

## 詳細情報

### 年度別打撃成績
| 年 度     | 球 団     | 試 合 | 打 席 | 打 数 | 得 点 | 安 打 | 二 塁 打 | 三 塁 打 | 本 塁 打 | 塁 打 | 打 点 | 盗 塁 | 盗 塁 死 | 犠 打 | 犠 飛 | 四 球 | 敬 遠 | 死 球 | 三 振 | 併 殺 打 | 打 率 | 出 塁 率 | 長 打 率 | O P S |
| --------- | --------- | ----- | ----- | ----- | ----- | ----- | -------- | -------- | -------- | ----- | ----- | ----- | -------- | ----- | ----- | ----- | ----- | ----- | ----- | -------- | ----- | -------- | -------- | ----- |
| 2010      | NYM       | 78    | 255   | 216   | 28    | 46    | 12       | 0        | 1        | 61    | 15    | 2     | 2        | 6     | 3     | 22    | 3     | 8     | 38    | 2        | .213  | .305     | .282     | .588  |
| 2011      | NYM       | 96    | 376   | 328   | 31    | 93    | 15       | 1        | 0        | 110   | 36    | 5     | 1        | 4     | 3     | 35    | 3     | 6     | 50    | 6        | .284  | .360     | .335     | .696  |
| 2012      | NYM       | 114   | 501   | 464   | 53    | 134   | 26       | 0        | 1        | 163   | 25    | 4     | 4        | 3     | 2     | 27    | 0     | 5     | 73    | 9        | .289  | .333     | .351     | .685  |
| 2013      | NYM       | 57    | 227   | 208   | 20    | 42    | 12       | 0        | 0        | 54    | 10    | 2     | 1        | 3     | 0     | 15    | 0     | 1     | 24    | 3        | .202  | .259     | .260     | .519  |
| 2014      | NYM       | 119   | 419   | 355   | 30    | 84    | 11       | 0        | 5        | 110   | 34    | 1     | 2        | 4     | 2     | 50    | 11    | 8     | 73    | 8        | .237  | .342     | .310     | .652  |
| 2015      | NYM       | 116   | 407   | 360   | 36    | 94    | 23       | 0        | 3        | 126   | 28    | 2     | 1        | 2     | 2     | 38    | 5     | 5     | 70    | 6        | .261  | .338     | .350     | .688  |
| 2016      | STL       | 23    | 40    | 34    | 6     | 6     | 2        | 0        | 0        | 8     | 3     | 0     | 0        | 0     | 3     | 2     | 0     | 1     | 8     | 1        | .176  | .225     | .235     | .460  |
| 2016      | SF        | 13    | 38    | 32    | 3     | 5     | 3        | 0        | 0        | 8     | 2     | 0     | 0        | 1     | 0     | 5     | 0     | 0     | 5     | 0        | .156  | .270     | .250     | .520  |
| '16計     | SF        | 36    | 78    | 66    | 9     | 11    | 5        | 0        | 0        | 16    | 5     | 0     | 0        | 1     | 3     | 7     | 0     | 1     | 13    | 1        | .167  | .247     | .242     | .489  |
| 2017      | BAL       | 41    | 124   | 113   | 17    | 26    | 6        | 0        | 0        | 32    | 5     | 0     | 0        | 1     | 0     | 8     | 0     | 2     | 15    | 6        | .230  | .293     | .283     | .576  |
| 2019      | NYM       | 6     | 9     | 9     | 1     | 0     | 0        | 0        | 0        | 0     | 0     | 0     | 0        | 0     | 0     | 0     | 0     | 0     | 3     | 0        | .000  | .000     | .000     | .000  |
| 通算：9年 | 通算：9年 | 663   | 2396  | 2119  | 225   | 530   | 110      | 1        | 10       | 672   | 158   | 16    | 11       | 24    | 15    | 202   | 22    | 36    | 359   | 41       | .250  | .324     | .317     | .641  |

- 2019年度シーズン終了時

### WBCでの打撃成績
| 年 度 | 代 表  | 試 合 | 打 席 | 打 数 | 得 点 | 安 打 | 二 塁 打 | 三 塁 打 | 本 塁 打 | 塁 打 | 打 点 | 盗 塁 | 盗 塁 死 | 犠 打 | 犠 飛 | 四 球 | 敬 遠 | 死 球 | 三 振 | 併 殺 打 | 打 率 | 出 塁 率 | 長 打 率 |
| ----- | ------ | ----- | ----- | ----- | ----- | ----- | -------- | -------- | -------- | ----- | ----- | ----- | -------- | ----- | ----- | ----- | ----- | ----- | ----- | -------- | ----- | -------- | -------- |
| 2009  | パナマ | 2     | 4     | 4     | 0     | 0     | 0        | 0        | 0        | 0     | 0     | 0     | 0        | 0     | 0     | 0     | 0     | 0     | 0     | 1        | .000  | .000     | .000     |
| 2023  | パナマ | 4     | 16    | 15    | 2     | 5     | 2        | 0        | 1        | 10    | 3     | 0     | 0        | 0     | 0     | 1     | 0     | 0     | 4     | 0        | .333  | .375     | .667     |

### 年度別投手成績
| 年 度     | 球 団     | 登 板 | 先 発 | 完 投 | 完 封 | 無 四 球 | 勝 利 | 敗 戦 | セ 丨 ブ | ホ 丨 ル ド | 勝 率 | 打 者 | 投 球 回 | 被 安 打 | 被 本 塁 打 | 与 四 球 | 敬 遠 | 与 死 球 | 奪 三 振 | 暴 投 | ボ 丨 ク | 失 点 | 自 責 点 | 防 御 率 | W H I P |
| --------- | --------- | ----- | ----- | ----- | ----- | -------- | ----- | ----- | -------- | ----------- | ----- | ----- | -------- | -------- | ----------- | -------- | ----- | -------- | -------- | ----- | -------- | ----- | -------- | -------- | ------- |
| 2016      | STL       | 1     | 0     | 0     | 0     | 0        | 0     | 0     | 0        | 0           | ----  | 5     | 1.0      | 2        | 2           | 0        | 0     | 0        | 0        | 0     | 0        | 2     | 2        | 18.00    | 2.00    |
| 通算：1年 | 通算：1年 | 1     | 0     | 0     | 0     | 0        | 0     | 0     | 0        | 0           | ----  | 5     | 1.0      | 2        | 2           | 0        | 0     | 0        | 0        | 0     | 0        | 2     | 2        | 18.00    | 2.00    |

- 2018年度シーズン終了時

### 背番号
- 11（2010年 - 2015年、2019年）
- 19（2016年 - 同年途中）
- 17（2016年途中 - 2017年）

### 代表歴
- 2009 ワールド・ベースボール・クラシック・パナマ代表
- 2013 ワールド・ベースボール・クラシック・パナマ代表
- 2023 ワールド・ベースボール・クラシック・パナマ代表